# Gigi Lai
Gigi Lai Zi (en chino tradicional: 黎姿字; chino simplificado: 黎姿字 nacida el 1 de octubre de 1971 en Hong Kong) es una cantante de pop y actriz china, que se retiró del mundo de la fama en 2008. Ella es popularmente conocida en Hong Kong como "La Diosa de la Belleza" (爱美神).

## Vida personal
Lai es la nieta de Lai Man-Wai, figura clave de la primera generación de cineastas de Hong Kong. Su padre era sordo y cuando su familia fue a la quiebra, entró a trabajar con tan solamente catorce años. Además ella fue quién educó a su hermano menor en Inglaterra.
En 2008, casó con el empresario Patrick Lai Ma Ting-kung a los rumores de que estaban esperando su primer hijo, sin embargo Lai tarde desestimó los rumores de su embarazo. En marzo de 2010, Lai confirmó que estaba embarazada de gemelos. El 25 de julio de 2010 dio a luz a dos niñas. 
En el estreno de The Gem of Life, Lai anunció que se retiraba del mundo televisivo para centrarse en el cuidado de los negocios de su hermano, después de haber sido gravemente herido en un accidente de coche en 2007.

## Carrera
Lanzó sus primeros álbumes en 1990, en idioma cantonés y en idioma mandarín. En su carrera como actriz, Lai rechazó numerosos papeles, ya que se sentía comprometida por su vida pública. Sin embargo, se sobrepuso a su «imagen superficial e infantil», más adelante y comenzó a aceptar muchos papeles aclamados por la crítica. Lai también actuó en varios éxitos de taquilla.
- Datos: Q1136754